# Política de vivienda en España
Aunque las competencias en materia de vivienda pertenecen a las comunidades autónomas y ayuntamientos, en la VIII legislatura se ha creado el Ministerio de la vivienda.
Este ministerio ha centrado sus actuaciones en intentar que el parque de viviendas desocupadas salgan en alquiler sin usar medidas fiscales. Para ello ha creado la Sociedad estatal de alquiler, que trata de intermediar entre propietarios e inquilinos.
El resto de actuaciones en vivienda son de cada comunidad autónoma y se centran normalmente en sortear viviendas protegidas.
También desde el ministerio se han impulsado actuaciones contra la corrupción urbanística como la nueva ley del suelo, (la cual, en contra de la idea popular sobre ella, no busca solucionar el problema del acceso a la vivienda sino el de la corrupción urbanística). Para ello, protege al pequeño propietario de terrenos a costa de dificultar la construcción. Por este motivo sus detractores consideran que ralentizara la construcción de viviendas con la correspondiente subida de precio.
El 23 de julio de 2008 el ministerio de vivienda anunció que durante los próximos cuatro años adquirirá suelo privado, con una inversión inicial de 300 millones de euros, destinado a la creación de vivienda protegida. La oferta será llevada a cabo a través de la Entidad Pública Empresarial de Suelo (Sepes).

## Complejidad administrativa

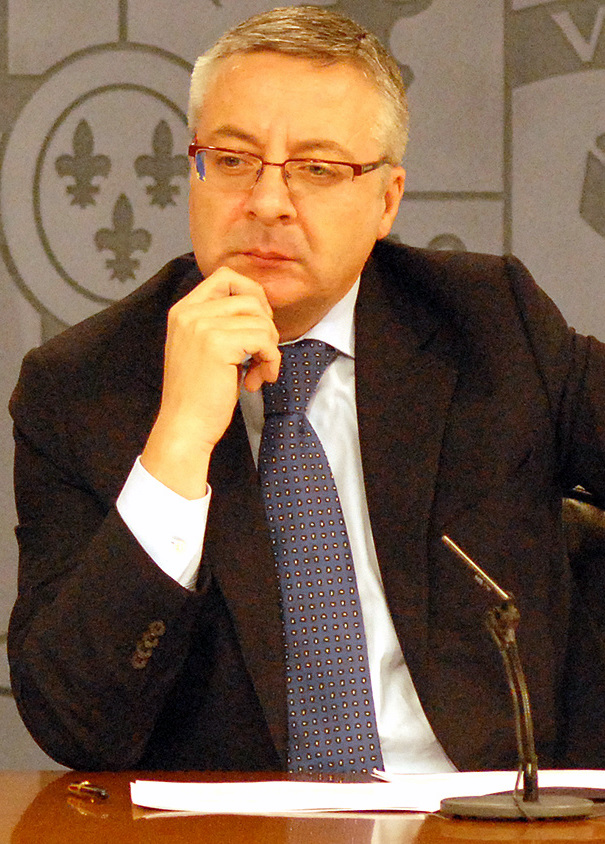
José Blanco López, responsable de la política de Vivienda en España

El ministro de Fomento de España, José Blanco López, ha anunciado el 30 de noviembre de 2010 nuevas medidas para mejorar el funcionamiento del mercado inmobiliario y ampliar las posibilidades de acceso a la vivienda a los ciudadanos defendiendo firmemente la rehabilitación como motor de la recuperación del sector.
Tres ejes serán las prioridades del Ministerio: el económico, el social y la sostenibilidad urbana. José Blanco ha asegurado que los primeros retos a los que se debe hacer frente son “reactivar el empleo en el sector de la construcción y afrontar la digestión de viviendas y suelo que aún quedan en stock en el mercado inmobiliario”.
Para el impulso de la rehabilitación Blanco ha anunciado que se facilitará la financiación con tipos de interés atractivos y se impulsarán medidas para agilizar los trámites administrativos. 
Los directivos de la Asociación de Promotores y Constructores de España (APCE), critican la maraña administrativa que envuelve a su actividad ya que desde el año 2001, se han aprobado 91 normas generales sobre la vivienda: 56 autonómicas y 35 del ministerio.

## Por comunidad autónoma

### Política de vivienda en Andalucía
Una de las actuaciones más polémicas ha sido la de la comunidad andaluza para evitar el fraude en VPO. La ley actual garantiza a la comunidad la posibilidad de recompra, lo que evitara fraudes en el futuro pero perjudica a la gente que se vio obligada a comprar en las condiciones fraudulentas anteriores.

### Política de vivienda en Madrid
De forma regular se sortean viviendas protegidas, siendo los requisitos normalmente no tener otra vivienda en la comunidad y demostrar unos ingresos suficientes para pagarla. Esto está excluyendo del sistema de VPO precisamente a las personas más necesitadas y en cambio permite acceder a ella a personas con más de un piso en el territorio nacional.

### Política de vivienda en Cataluña
El Govern ha aprobado la Ley de la Vivienda en diciembre de 2006. Se espera que entre en vigor antes del mes de junio del 2007. Propone multar a especuladores y en casos graves incluso expropiar los pisos . También limita el número de inquilinos por piso, lo que para algunos puede tener el efecto negativo de incrementar la demanda de pisos de alquiler y por tanto el precio (lo que incrementaría la especulación)

### Política de vivienda en el País Vasco
El departamento de vivienda del País Vasco ha inspeccionado unos 20.000 pisos protegidos, encontrando situaciones fraudulentas en unos 2000 (10%). De estos unos 200 han sido multados ya, y 7 de ellos han sido expropiados al darse circunstancias muy graves .
En 2003 puso en marcha un programa para la movilización de pisos vacíos, llamado Bizigune. Mediante este programa, los propietarios de viviendas vacías obtienen la garantía del Gobierno Vasco en cuanto a pago de renta y conservación de la vivienda. Además, el Gobierno Vasco concede una financiación sin intereses de hasta 18.000 euros para la realización de reformas. Los inquilinos acceden en régimen de arrendamiento pagando como máximo el 30% de sus ingresos. La diferencia entre la renta que cobra el propietario y la que paga el inquilino la aporta el Gobierno Vasco. En julio de 2008 este programa había captado ya casi 4500 viviendas .